# Viking Gdynia
Viking Gdynia (Kager Gdynia) – klub koszykarski istniejący w latach 2000–2007.

## Historia
Viking Gdynia w czasie jego sponsorowania istniał pod nazwą Kager Gdynia, a wcześniej jako Viking Rumia. Stowarzyszenie Viking z siedzibą w Gdańsku powstało w czerwcu 2000 roku. Klub wywodzi się w prostej linii ze Spójni Gdańsk, gdzie po zawieszeniu działalności sekcji koszykarskiej - Grzegorz Ignatowski oraz Adam Prabucki (trener Vikinga od pierwszego sezonu) postanowili ją reaktywować. W 2007 roku ze sponsorowania wycofała się firma Kager, a w niedługim czasie klub ogłosił wycofanie się z rozgrywek.

## Sukcesy
- Historyczny awans do Dominet Basket Ligi w sezonie 2005/2006
- ćwierćfinalista Pucharu Polski 2006/2007